# Europese kampioenschappen synchroonzwemmen 2010
De Europese kampioenschappen synchroonzwemmen 2010 werden van 4 tot en met 8 augustus 2010 gehouden in de Hongaarse hoofdstad Boedapest. Het toernooi was onderdeel van de Europese kampioenschappen zwemsporten 2010.

## Medailles
| Onderdeel  | Goud | Goud   | Zilver | Zilver | Brons | Brons  |
| ---------- | --- | ------ | --- | ------ | --- | ------ |
| Solo       | Natalja Isjtsjenko Rusland | 98,900 | Andrea Fuentes Spanje | 96,600 | Lolita Ananasova Oekraïne | 93,000 |
| Duet       | Rusland Natalja Isjtsjenko Svetlana Romasjina | 98,700 | Spanje Ona Carbonell Andrea Fuentes | 96,700 | Oekraïne Daria Iushko Xenia Sidorenko | 93,400 |
| Team       | Rusland Natalja Isjtsjenko Elvira Khasyanova Daria Korobova Aleksandra Patskevich Svetlana Romasjina Alla Shishkina Angelika Timanina Aleksandra Zueva                                  | 99,000 | Spanje Clara Basiana Alba María Cabello Ona Carbonell Margalida Crespí Andrea Fuentes Thaïs Henríquez Paula Klamburg Cristina Salvador                                   | 96,900 | Oekraïne Lolita Ananasova Inga Giller Olena Grechykhina Yuliya Maryanko Oleksandra Sabada Kateryna Sadurska Kseniya Sydorenko Anna Voloshyna                               | 92,800 |
| Combinatie | Rusland Anastasia Jermakova Natalja Isjtsjenko Elvira Khasyanova Daria Korobova Olga Kuzhela Aleksandra Patskevich Svetlana Romasjina Alla Shishkina Angelika Timanina Aleksandra Zueva | 98,300 | Spanje Clara Basiana Alba María Cabello Ona Carbonell Margalida Crespí Andrea Fuentes Thaïs Henríquez Paula Klamburg Irene Montrucchio Irina Rodríguez Cristina Salvador | 97,000 | Oekraïne Lolita Ananasova Inga Giller Olena Grechykhina Daria Iushko Olha Kondrashova Yuliya Maryanko Oleksandra Sabada Kateryna Sadurska Kseniya Sydorenko Anna Voloshyna | 94,100 |

### Medaillespiegel
| Plaats | Land     | Goud | Zilver | Brons | Totaal |
| 1      | Rusland  | 4    | 0      | 0     | 4      |
| 2      | Spanje   | 0    | 4      | 0     | 4      |
| 3      | Oekraïne | 0    | 0      | 4     | 4      |
| Totaal | Totaal   | 4    | 4      | 4     | 12     |